# Marie-Josée Longchamps
Marie-Josée Longchamps, née le 16 août 1947 à Montréal, est une comédienne, animatrice, présentatrice et conceptrice québécoise. Elle est connue pour ses rôles dans différents feuilletons télévisés.

## Biographie
Son père s’appelait Lucien Deslongchamps et sa mère Madeleine Tremblay. Née à Montréal en 1947, elle participe dès l’âge de six ans à sa première émission de radio à CKAC. Dès son jeune âge, elle suit des cours de diction chez la professeure de l’époque, Madame Jean-Louis Audet. 
Adolescente, elle continue des études en art dramatique, notamment avec Sita Riddez et Henri Norbert. Ses premières apparitions sur scène ont lieu au Plateau et au théâtre Gesù. Vers l’âge de quinze ans, elle débute à la télévision dans De 9 à 5, téléroman écrit par Marcel Dubé et réalisé par Louis Bédard. Elle passe les auditions annuelles à Radio-Canada et se fait remarquer par des réalisateurs[réf. nécessaire]. Elle obtient ensuite le rôle d’animatrice de l’émission jeunesse Le club des Jnobs, puis se fait offrir divers rôles dans de multiples productions télévisées[réf. nécessaire]. Elle est retenue pour le rôle d’Élise dans la comédie musicale Il est une saison au théâtre de la Marjolaine.
À la veille de ses 18 ans, l’auteur Louis Morisset, lui offre le rôle de Jeannine Jarry dans les 36 épisodes de Rue des Pignons pour une durée de 7 ans. Suivent ensuite d’autres rôles importants dans des titres bien connus, telles que les séries Fanfreluche, Le monde du père Gédéon, Le clan Beaulieu, Les Berger, Belle Rive et L’Animagerie, Les globe-trotteurs, L’or du temps, Virginie, Les Bougon, Bob Gratton ma vie my life. [réf. nécessaire]
Au théâtre, elle débute en 1962 dans le rôle-titre d’Anne Frank, présentée au Gésu. Elle participe à de nombreux[réf. nécessaire] récitals de poèmes et obtient des rôles importants[réf. nécessaire] dans les pièces Il est une saison et Bigaouette, Gog et Magog, Témoignage irrecevable, Le bonheur c’est pas bon pour la santé, Pyjamas pour six, Peinturés dans l’coin, Cher Monsieur Montréal, Lettres aux Aimés et Marie-Josée Longchamps…dans l’univers de Raymond Lévesque. Quant au cinéma, elle joue le rôle principal féminin dans le film québécois Sensations et a également joué aux côtés de l’acteur américain Rob Lowe dans le film For Hire.
Elle est également l’auteure du roman biographique Elles auraient pu grandir ensemble, avec Patricia Tulasne, et de La méthode santé, beauté, vitalité.
« Marie-Josée Longchamps…dans l’univers de Raymond Lévesque » est sa première conception théâtrale. Jean-Guy Moreau, le plus grand imitateur et vieil ami de Raymond Lévesque est présent à sa première représentation à la Maison de la Culture Maisonneuve. Il collabore avec elle pour confirmer le choix de ses textes, ses interprétations et sa mise en scène.
Anouck Simard, directrice du Carré-Théâtre du Vieux-Longueuil, aussi présente la même soirée, lui offre sur le champ d’inaugurer sa saison 2010 avec ce « One woman show ».
Après un temps d’arrêt, elle revient en grand avec son spectacle « Marie-Josée Longchamps… dans l’univers de Raymond Lévesque »
Jean-Bernard Hébert a invité Marie-Josée à jouer au Théâtre des Grands Chênes à l'été 2014[Quand ?] (Kingsey Falls) dans la pièce À vos souhaits dont il signera la mise en scène et coproduit avec le comédien Jean-Léon Rondeau.
Elle épouse Johannes Larsen, d'origine danoise, le 3 juin 1968 à l'église St-Louis-de-France de Montréal .
Le fonds d'archives Marie-Josée Longchamps est conservé au centre d'archives de Montréal de Bibliothèque et Archives nationales du Québec.

## Filmographie
- Les Bougon (2004)
- Virginie (1996)
- L'Or du temps (1985-1993)
- Belle Rive (1983-1985)
- Les Berger (1970-1978)
- Rue des Pignons (1966-1977), c'est la chanteuse du thème musical de Rue des Pignons
- De 9 à 5 (1963-1966)